# 1552년

## 연호
- 명(明) 가정(嘉靖) 31년
- 일본(日本) 덴분(天文) 21년
- 후 레 왕조(後黎朝) 투언빈(順平) 4년
- 막 왕조(莫朝) 까인릭(景曆) 5년

## 기년
- 류큐(琉球) 쇼세이왕(尚清王) 26년
- 명(明) 세종 가정제(世宗 嘉靖帝) 31년
- 조선(朝鮮) 명종(明宗) 7년
- 후 레 왕조(後黎朝) 중종(中宗) 4년
- 막 왕조(莫朝) 선종(宣宗) 6년

## 사건
- 8월 5일 - 폰차 해전: 프랑스-오스만 연합함대와 제노바 공화국 함대가 충돌하여 프랑스-오스만이 승리를 거두었다.
- 10월 15일 - 카잔 한국이 이반 그로즈니의 군대를 패배시키다.

## 탄생
- 2월 1일 - 영국의 식민지 사업가, 판사, 정치인 에드워드 코크. (~1634년)
- 7월 18일 - 신성 로마 제국의 황제 루돌프 2세. (~1612년)
- 9월 17일 - 제233대 로마의 교황 교황 바오로 5세.
- 10월 6일 - 이탈리아 출신의 예수회 선교사로 중국에 최초로 선교를 한 마테오 리치. (~1610년)
- 12월 6일 - 조선의 제14대 국왕 선조. (~1608년)